# Новаледо
Новаледо (італ. Novaledo, вен. Novaledo) — муніципалітет в Італії, у регіоні Трентіно-Альто-Адідже,  провінція Тренто.
Новаледо розташоване на відстані близько 470 км на північ від Рима, 21 км на схід від Тренто.
Населення — 1069 осіб (2014).
Покровитель — Аврелій Августин.

## Демографія
Населення за роками:

Станом на 1 січня 2023 року в муніципалітеті офіційно проживав 61 іноземець з 18 країн, серед них 26 громадян країн Євросоюзу та 3 громадяни України.

## Сусідні муніципалітети
- Борго-Вальсугана
- Фрассілонго
- Левіко-Терме
- Перджине-Вальсугана
- Ронченьйо